# Laundry Day
Laundry Day est un festival de musique électronique organisé entre 1998 et 2018 à Anvers, en Belgique. Il se déroule chaque année le premier samedi de septembre, ce qui en faisait l'un des derniers grands festivals de l'été en Belgique. Laundry Day est connu pour ses programmations comprenant principalement des DJ belges. 
Dans le monde des festivals, un line-up est une liste de noms d'artistes, de groupes ou de DJ se produisant sur place. Parfois, le line-up peut également être le line-up (la liste des noms des musiciens) d'un groupe de pop ou d'une société de musique. L'organisation mélange les anciens et les jeunes talents. Selon la tradition, le Laundry Day commence à midi et se termine à minuit. Les éditions 2005, 2006, 2007 et 2008 du Laundry Day comprennent également un Laundry Night, en guise d'afterparty.

## Histoire
Laundry Day naît en 1998 d'une fête de rue organisée par Luc Carpentier qui, avec sa sœur Mich, est alors propriétaire du magasin de seconde main Naughty I dans la Kammenstraat, près de la Nationalestraat, au cœur du quartier de la mode d'Anvers.
Année après année, le bouche-à-oreille se développe : grâce au « buzz marketing », cette fête de rue attire autant d'attention que possible, tant par le biais des médias sociaux que par des contacts personnels avec des amis et des membres de la famille. Le nombre de DJ et surtout le nombre de visiteurs ont également augmenté. Laundry Day se distingue par son caractère et son attrait. Avec des dizaines de milliers de visiteurs, le festival s'efforce de créer une fête intime et optimiste, afin de conserver son « caractère de rue » d'origine.
Quelque 13 scènes présentent une grande variété de genres musicaux, allant de la house à l'urban, du hardstyle à l'electro et de la techno à la drum and bass. Laundry Day devient un festival de musique à part entière qui figure parmi les plus grands festivals estivaux belges.
Les éditions 2014 et 2015 recensent 65 000 festivaliers ; l'édition 2016 recense 34 000 festivaliers. En 2017, le festival fête ses 20 ans. À la dernière édition, celle de 2018, des festivaliers restent bloqués sur une attraction tombée en panne, sans faire de blessé.